# Wagneriana maseta
Wagneriana maseta là một loài nhện trong họ Araneidae.
Loài này thuộc chi Wagneriana. Wagneriana maseta được Herbert Walter Levi miêu tả năm 1991.